# Bojongsawah
Bojongsawah is een bestuurslaag in het regentschap Sukabumi van de provincie West-Java, Indonesië. Bojongsawah telt 6065 inwoners (volkstelling 2010).